# Deutsche Rallye-Meisterschaft 2008
Die Deutsche Rallye-Meisterschaft 2008 wurde in sechs Rallyes zwischen dem 7. März und dem 18. Oktober 2008 ausgetragen. Meister wurde Hermann Gassner senior.

## Rallyes und Ergebnisse
Den Saisonauftakt bildete im März die Rallye Oberland rund um das oberbayrische Peiting. Mit der Hessen-Rallye Vogelsberg folgte eine der traditionsreichsten Rallyes Deutschlands. Rund um den Vogelsberg wurde an zwei aufeinanderfolgenden Tagen eine Streckenlänge von etwa 430 Kilometern zurückgelegt, davon 140 Kilometer als Wertungsprüfungen. Hauptveranstaltungsorte waren die Städte Schlitz und Schotten. Später folgten die Sachsen-Rallye, die Eifel-Rallye und die Saarland-Rallye. Nachdem die vorherigen Veranstaltungen fast ausschließlich auf Festbelag ausgetragen wurden, wurde als Saisonfinale die Lausitz-Rallye als einzige reine Rallye auf Schotter bestritten.
| Rallye                                           | Platz | Fahrer/Beifahrer                          | Fahrzeug                   | Gesamtzeit   |
| ------------------------------------------------ | ----- | ----------------------------------------- | -------------------------- | ------------ |
| ADAC Rallye Oberland 7.–8. März 2008             | 1.    | Hermann Gassner sen./Siegfried Schrankl   | Mitsubishi Lancer Evo IX   | 1:28:20,6 h  |
| ADAC Rallye Oberland 7.–8. März 2008             | 2.    | Sandro Wallenwein/Pauli Zeitlhofer        | Subaru Impreza WRX STi     | + 12,4 s     |
| ADAC Rallye Oberland 7.–8. März 2008             | 3.    | Anton Werner/Ralph Edelmann               | Porsche 996 GT3            | + 30 s       |
|                                                  |       |                                           |                            |              |
| ADAC Hessen-Rallye Vogelsberg 18.–19. April 2008 | 1.    | Erik Wevers/Jalmar van Weeren             | Ford Focus WRC 06          | 1:22:29,3 h  |
| ADAC Hessen-Rallye Vogelsberg 18.–19. April 2008 | 2.    | Mark van Eldik/Michel Groenewoud          | Subaru Impreza WRC         | + 16,3 s     |
| ADAC Hessen-Rallye Vogelsberg 18.–19. April 2008 | 3.    | Sandro Wallenwein/Pauli Zeitlhofer        | Subaru Impreza WRX STi     | + 1:45,3 min |
|                                                  |       |                                           |                            |              |
| 42. AvD-Sachsen-Rallye 16.–17. Mai 2008          | 1.    | Peter Corazza/Ronald Bauer                | Mitsubishi Lancer Evo VII  | 1:21:19,2 h  |
| 42. AvD-Sachsen-Rallye 16.–17. Mai 2008          | 2.    | Hermann Gassner sen./Siegfried Schrankl   | Mitsubishi Lancer Evo IX   | + 27,1 s     |
| 42. AvD-Sachsen-Rallye 16.–17. Mai 2008          | 3.    | Olaf Dobberkau/Jenny Gäbler               | Porsche 996 GT3 RS         | + 44,8 s     |
|                                                  |       |                                           |                            |              |
| ADAC Eifel-Rallye 18.–19. Juli 2008              | 1.    | Erik Wevers/Filip Godde                   | Ford Focus WRC 06          | 1:20:21 h    |
| ADAC Eifel-Rallye 18.–19. Juli 2008              | 2.    | Mark van Eldik/Michel Groenewoud          | Subaru Impreza WRC         | + 38,1 s     |
| ADAC Eifel-Rallye 18.–19. Juli 2008              | 3.    | Peter van Merksteijn jr./Eddy Chevaillier | Ford Focus WRC 06          | + 1:38,1 min |
|                                                  |       |                                           |                            |              |
| 38. ADAC Saarland-Rallye 12.–13. September 2008  | 1.    | Sandro Wallenwein/Pauli Zeitlhofer        | Mitsubishi Lancer Evo VIII | 1:39:11,6 h  |
| 38. ADAC Saarland-Rallye 12.–13. September 2008  | 2.    | Peter Corazza/Ronald Bauer                | Mitsubishi Lancer Evo VII  | + 1,2 s      |
| 38. ADAC Saarland-Rallye 12.–13. September 2008  | 3.    | Hermann Gassner sen./Siegfried Schrankl   | Mitsubishi Lancer Evo IX   | + 4,7 s      |
|                                                  |       |                                           |                            |              |
| 9. ADMV-Lausitz-Rallye 17.–18. Oktober 2008      | 1.    | Dennis Kuipers/Kees Hagman                | Ford Focus WRC 06          | 1:30:52,5 h  |
| 9. ADMV-Lausitz-Rallye 17.–18. Oktober 2008      | 2.    | Peter Corazza/Ronald Bauer                | Mitsubishi Lancer Evo VII  | + 10,1 s     |
| 9. ADMV-Lausitz-Rallye 17.–18. Oktober 2008      | 3.    | Sandro Wallenwein/Pauli Zeitlhofer        | Subaru Impreza WRX STi     | + 36,7 s     |

## Meisterschaftsendstand
| Platz | Fahrer/Beifahrer                           | Punkte |
| ----- | ------------------------------------------ | ------ |
| 1.    | Hermann Gassner sen./Siegfried Schrankl    | 139    |
| 2.    | Sandro Wallenwein/Pauli Zeitlhofer         | 130    |
| 3.    | Peter Corazza/Ronald Bauer                 | 104    |
| 4.    | Hermann Gassner jun./Katharina Wüstenhagen | 72     |
| 5.    | Felix Herbold/Frank Oschmann               | 70     |
| 6.    | Mark Wallenwein/Stefan Kopczyk             | 65     |
| 7.    | Christian Riedemann/Oliver Bobrink         | 63     |
| 8.    | Matthias Kahle/Thomas Schünemann           | 59     |
| 9.    | Peter Zehetmaier/Jürgen Breuer             | 55     |
| 10.   | Olaf Dobberkau/Jenny Gäbler                | 54     |

## Bilder

AvD-Sachsen-Rallye 2008
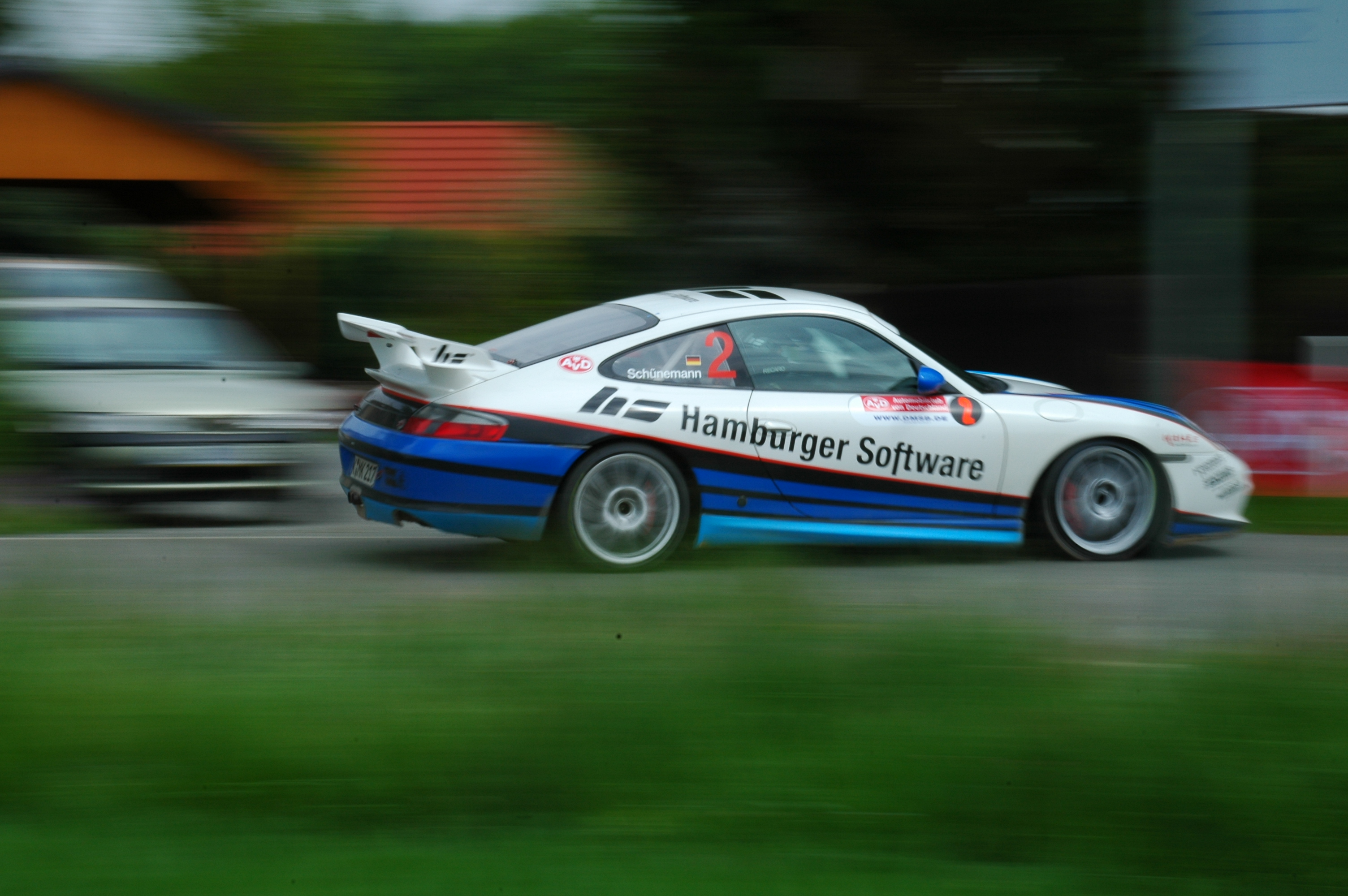
Porsche 996 GT3 RS von Matthias Kahle
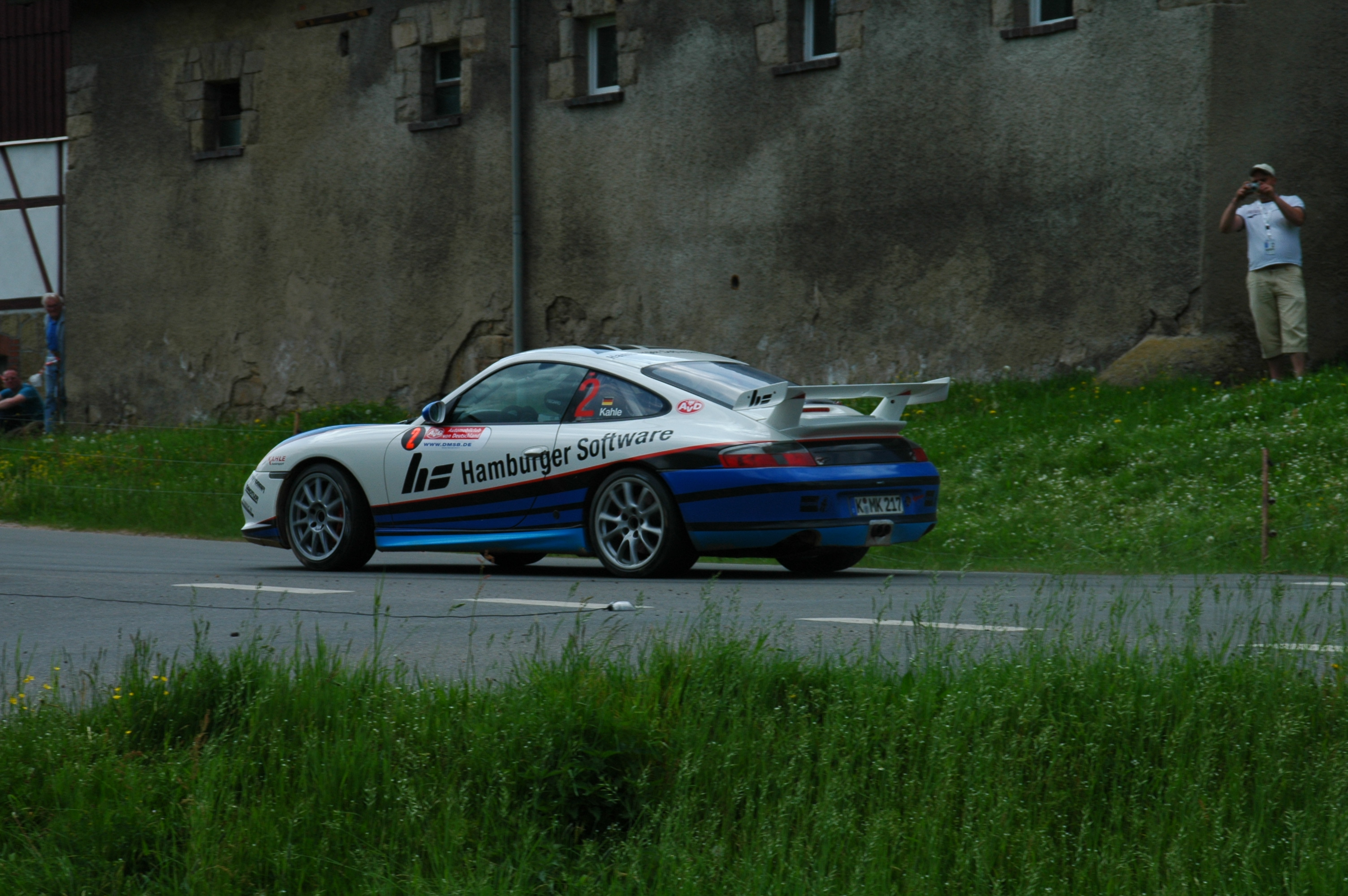
Porsche 996 GT3 RS von Matthias Kahle
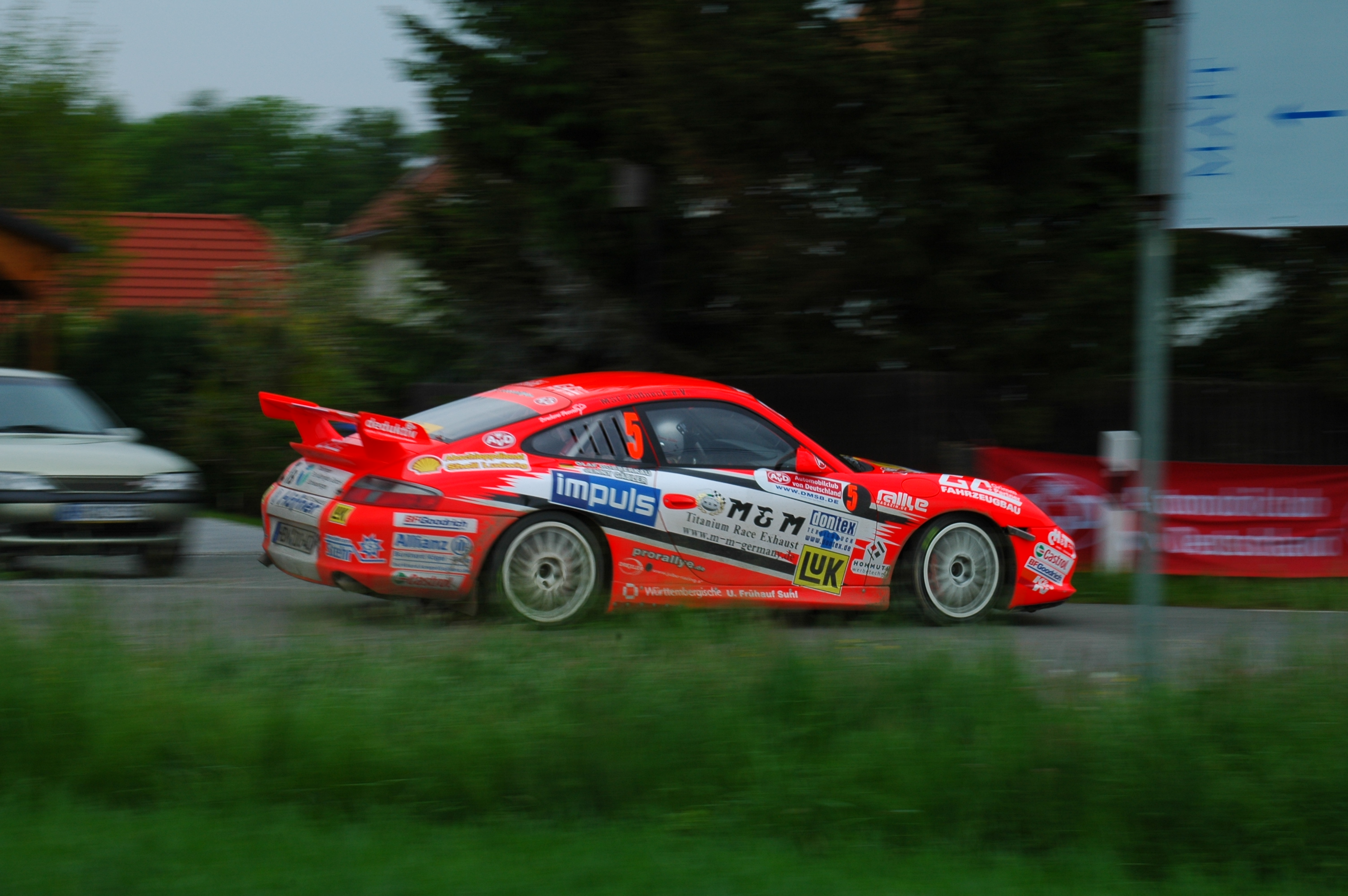
Porsche 996 GT3 RS von Olaf Dobberkau
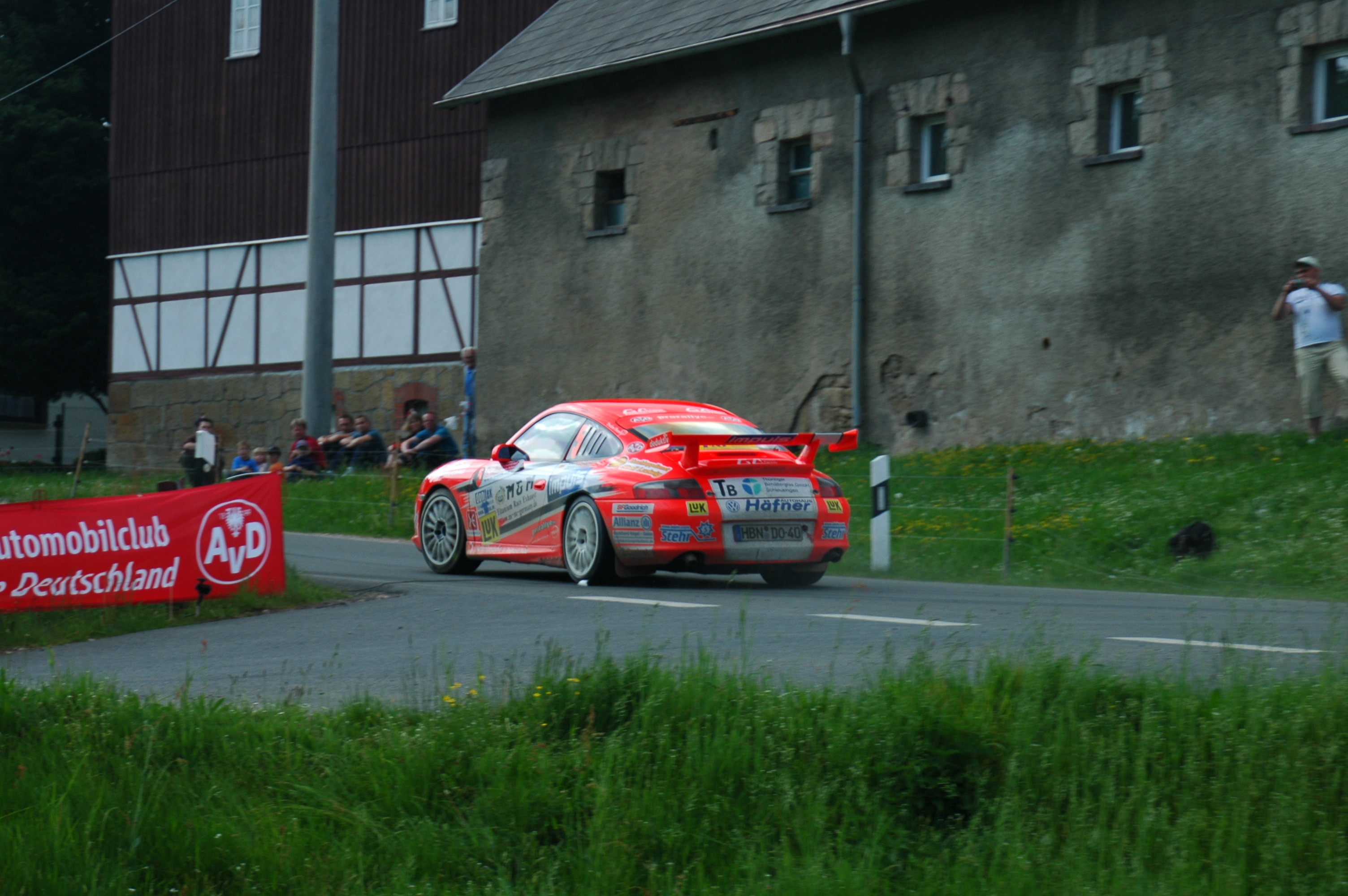
Porsche 996 GT3 RS von Olaf Dobberkau